# Nowa Muchówka
Nowa Muchówka lub Łątki – cztery skały we wsi Muchówka w województwie małopolskim, w powiecie bocheńskim, w gminie Nowy Wiśnicz. Pod względem geograficznym rejon ten należy do Pogórza Wiśnickiego w obrębie Pogórza Zachodniobeskidzkiego.
Skały Nowa Muchówka zbudowane są z piaskowców istebniańskich pochodzących z górnej kredy. Powstały jako osady ﬂiszowe o typie ﬂuksoturbidytów, wskutek podmorskich spływów słabo zwartych piasków i żwirów. Ich sedymentacja była zmienna, wskutek czego na dnie mórz powstały rozległe stożki oddzielone rozwartymi szczelinami. Obecnie widoczne to jest w ich mikrorzeźbie powierzchniowej. W późniejszych okresach wzdłuż rozwartych szczelin następował rozpad masywu piaskowcowego i jego grawitacyjne przemieszczanie się. Proces ten zainicjowany został w plejstocenie podczas stopniowego zanikania wieloletniej zmarzliny.
Skały są dość trudne do odszukania. Znajdują się w lesie na grzbiecie Paprockiej, na wysokości około 400 m n.p.m. Dość do nich można z drogi Muchówka – Rajbrot idąc leśną drogą zaczynającą się około 150 metrów w kierunku Muchówki od położonego przy niej cmentarza wojennego nr 303 – Rajbrot. Po kilkuset metrach po prawej stronie drogi znajduje się Huba, trzy pozostałe, stojące obok siebie są kilkaset metrów dalej. Na wszystkich uprawiany jest bouldering. Skały są mało popularne ze względu na trudne dojście i mały potencjał. Punkty startowe do dróg zaznaczone są na skałach żółtymi strzałkami.
Skały Nowej Muchówki to: Huba, Przedszkole, Kamień z Jamą i Kamień z Drzewem. Ogółem jest na nich 50 dróg wspinaczkowych (baldów) o trudności od 4+ do 7b+ w skali francuskiej. Start do większości z nich z pozycji siedzącej lub stojącej.

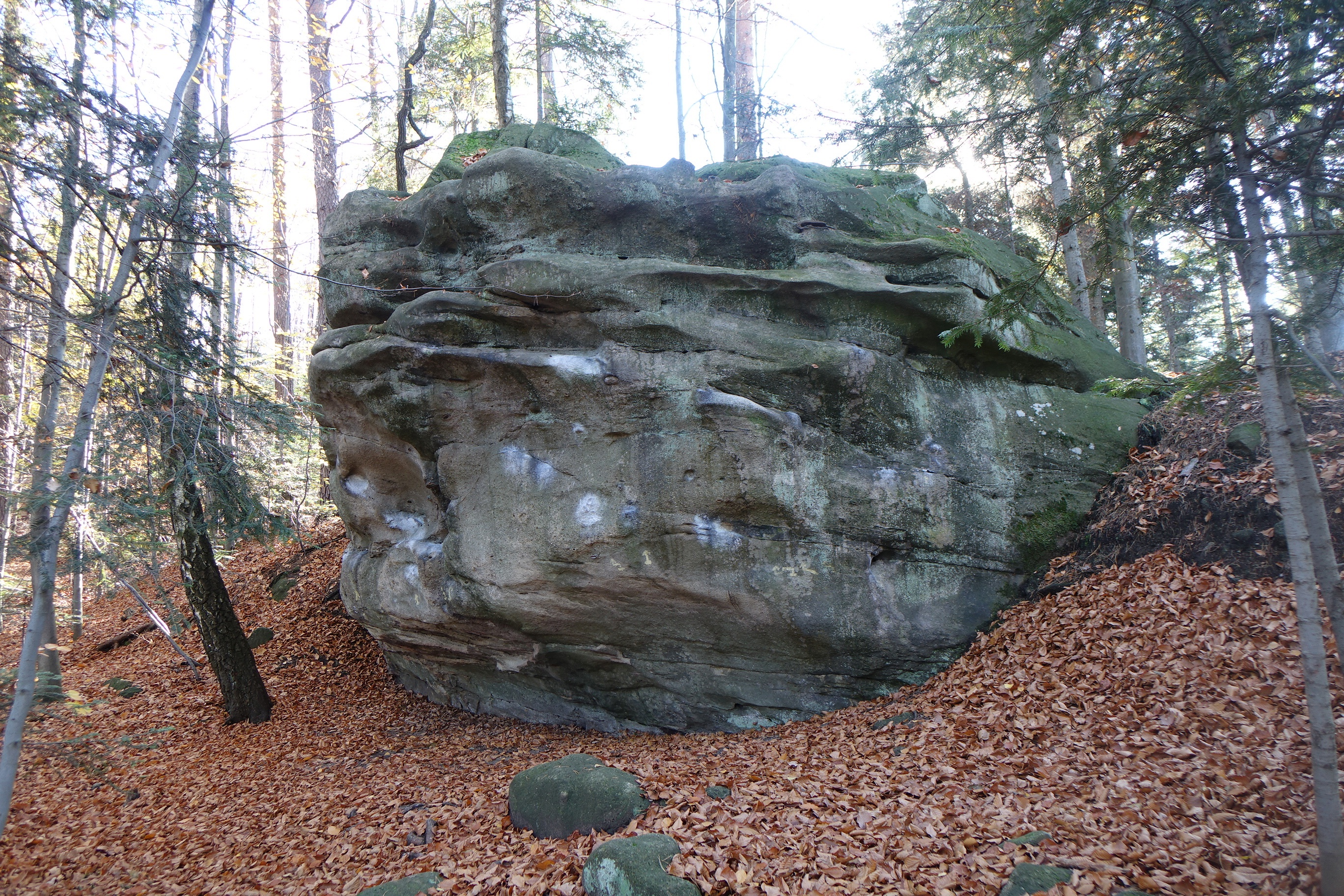
Huba
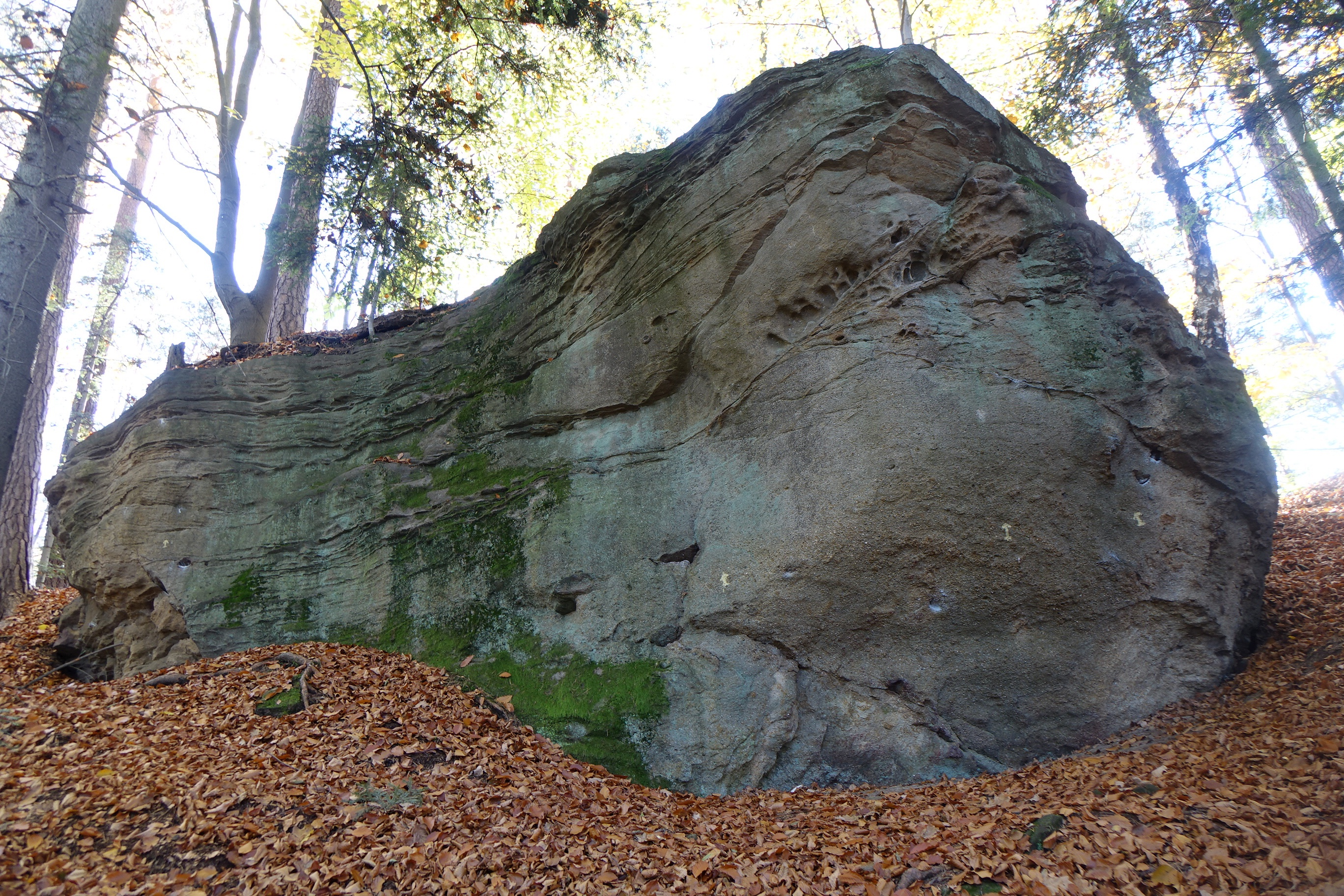
Przedszkole
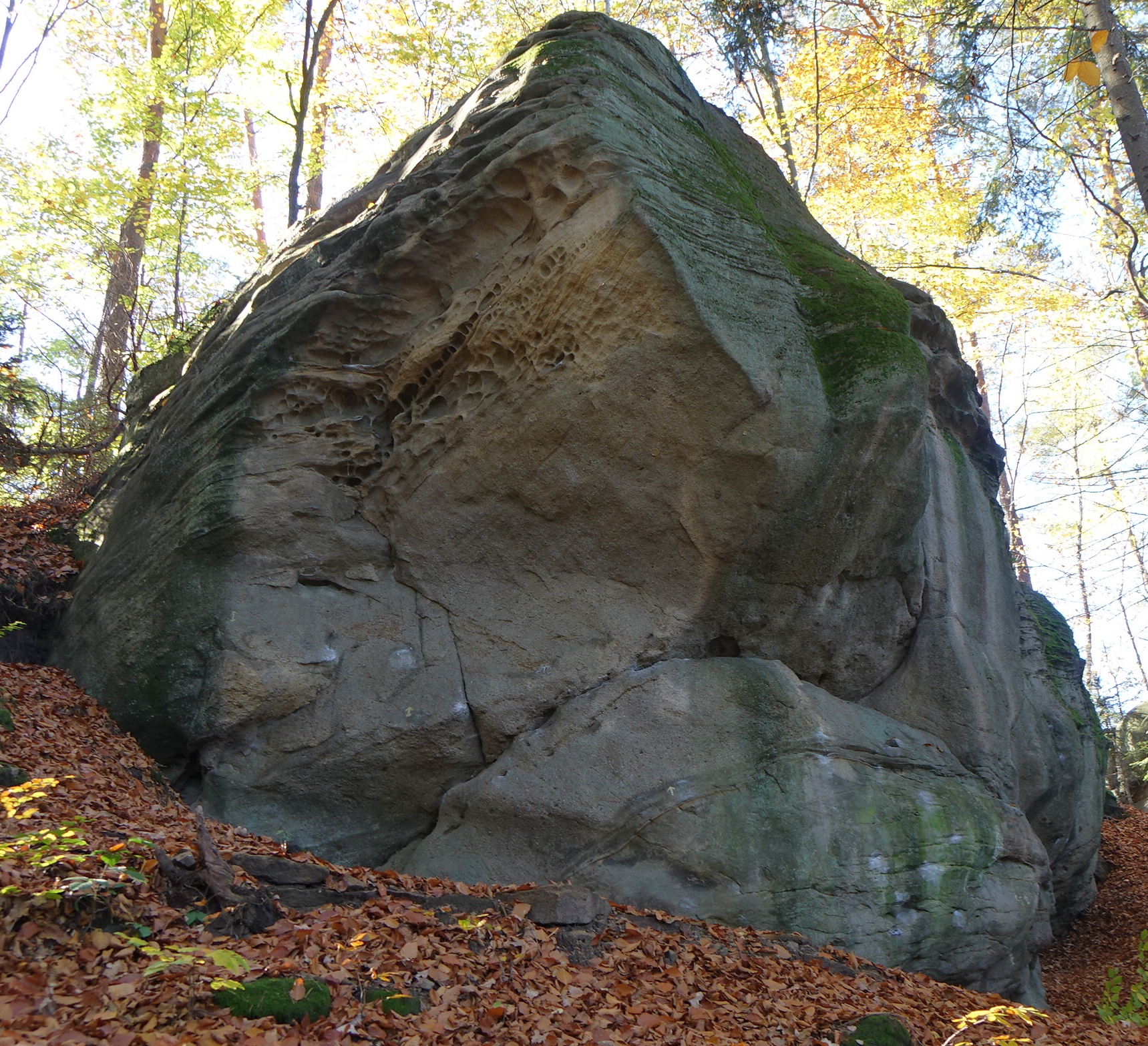
Kamień z Jamą
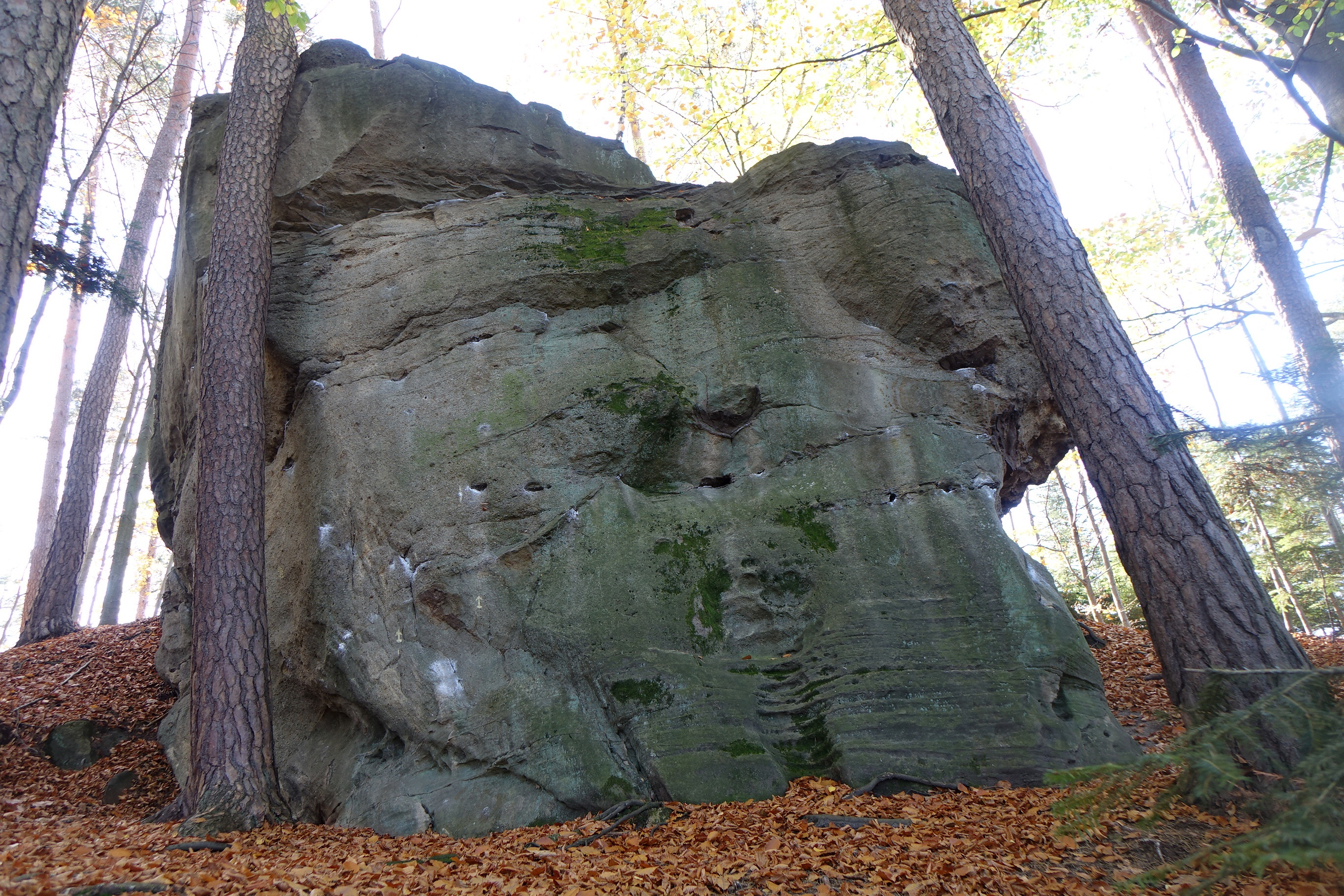
Kamień z Drzewem